# Floribundaria intermedia
Floribundaria intermedia là một loài Rêu trong họ Meteoriaceae. Loài này được Thér. mô tả khoa học đầu tiên năm 1907.